# Hilderik III.
Hilderik III. je bil kralj Frankov, ki je vladal od leta 743 do marca 751, ko ga je papež Zaharija na zahtevo Pipina Malega odstavil, * okoli 717, † okoli 754.
Njegovo poreklo ni povsem jasno, vendar se ga ljub temu šteje za zadnjega kralja iz Merovinške dinastije. Po njegovi odstavitvi je bil za frankovskega kralja kronan Pipin Mali, prvi iz Karolinške dinastije.

## Ozadje
Po smrti Dagoberta I. (vladal 629-634) je začela moč merovinških kraljev postopoma usihati, dokler ni postala samo simbolična, resnična oblast v Frankovskem kraljestvu pa je vedno bolj  prehajala v roke majordomov. Leta 718 je Karel Martel v svoji osebi združil položaja majordomov Nevstrije in Avstrazije in dosegel položaj najmočnejšega moža v kraljestvu. Po smrti kralja Teoderika IV. leta 737 je prestol ostal prazen in Karel Martel je postal de facto kralj. 
Po smrti Karla Martela leta 741 sta postala enakopravna majordoma njegova sinova Karlman   in Pipin Mali iz Karlovega prvega zakona z Rotrudo. Temu sta se kmalu uprla njun mlajši polbrat Grifo in svak, bavarski vojvoda Odilo.  Njihov spor je bil verjetno razlog, da so po šest let trajajočem brezvladju za utrditev njune oblasti na prestol posadili merovinškega kralja Hilderika III..

## Življenje
Hilderikovo poreklo in sorodstvo z Merovinško rodbino ni povsem jasno. Lahko bi bil sin Hilperika II. ali Teoderika IV..
Hilderik se ni vtikal v državne zadeve, ki so jih, tako kot pred njim, vodili majordomi.  Enkrat letno se je na vozu, ki ga je vlekel vol in vodil kmet, pripeljal na skupščino in odgovarjal na vprašanja, ki so jih gostujočim  ambasadorjem pripravili majordomi.
Po Karlmanovem umiku v samostan leta 747 se je Pipin odločil prevzeti kraljevo krono. Papežu Zahariji  je poslal dopis z vprašanjem ali kraljevi naslov pripada nekomu, ki ne izvaja kraljeve oblasti, ali nekomu iz kraljeve rodbine. Papež mu je odgovoril, da ima lahko kraljevi naslov samo tisti, ki ima v rokah kraljevo oblast. Na začetku marca 751 je papež Zaharija Hilderika odstavil in tonzuriral. S striženjem njegovih dolgih las, ki so bili simbol dinastije, kraljevih pravic in magične moči, so mu simbolično odvzeli vse kraljevske pravice. Po odstavitvi sta bila s sinom Tevderikom izgnana v samostan Saint-Beritin, ali on v samostan   Saint-Omer in sin v samostan  Saint-Wandrille.
Podatki o njegovi smrti so neskladni. Nekateri viri omenjajo, da je umrl na začetku leta 753, drugi pa da na koncu leta 758. Pri Karolingih ni bil najbolje zapisan in so ga kljub temu, da sta Pipina na frankovski prestol pripeljala papeža Zaharija in Štefan II., naslavljali z rex falsus – lažni kralj.